# سيدتان
في النصوص المصرية القديمة كانت سيدتان كناية دينية عن المعبودات واجيت (إلهة الكوبرا في مصر السفلى)و نخبيت (إلهة النسر في مصر العليا)، وهما إلهتان حاميتان للمصريين القدماء وقد عبدتا في كل مصر بعد توحيد شطريها، مصر العليا، ومصر السفلى. عندما تم توحيد شطري مصر معًا من قبل الملك نعرمر، لم تندمج هاتان الإلهتان لهذه كما كان يحدث غالبًا مع معبودات متشابهة من مناطق ومدن مختلفة. تم الاحتفاظ بكلتا الآلهتان بسبب أهمية أدوارهما وأصبحتا تُعرفان باسم «السيدتان»،  واللتان كانتا حاميتين لمصر الموحدة. بعد التوحيد، انضمت صورة نخبت إلى وادجيت على الصل، وبعد ذلك تم وضعهما معًا كجزء من تيجان مصر. كانت السيدتان مسؤولتين عن وضع القوانين وحماية الملك المصري والبلاد وتعزيز السلام. وعادةً ما يُشار إلى أقدس المعبودات في المعبودات المصرية القديمة بمثل هذه التعبيرات الملطفة أو غيرها من العناوين الملطفة - أحيانًا في سلاسل كبيرة من الألقاب - من أجل الحفاظ على أسمائهم سرية من الأعداء والكفار، ولإظهار الاحترام لسلطانهم.

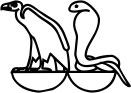
السيدتان، الإلهة واجيت الكوبرا على اليمين، والإلهة نخبيت النسر على اليسار

يمكن العثور على مثال لاستخدام هذا المصطلح في المراجع النصية في إحياء الذكرى التالية لحملة عسكرية تحت قيادة الملك المصري أمنحتب الثالث المسجلة على ثلاث لوحات منحوتة من الصخر. ويشار إليه في النص باسم العرش «نب ماعت رع». وهي من سنة حكمه الخامسة وعثر عليها بالقرب من أسوان وجزيرة ساي في النوبة. تؤكد الرواية الرسمية لانتصاره العسكري على براعته القتالية مع المبالغة النموذجية التي استخدمها جميع الملوك، لكنها تشير إلى أن السيدتين ظهرتا له لتقديم المشورة والتحذير بشأن قائد جيش كوش.
| سيدتان | السنة الخامسة، الشهر الثالث من موسم الفيضان، اليوم الثاني. ... الظاهر في العدالة، السيدتان، اللتان [تضعان] القوانين و [تهدئان] الأرضين... [جاءتا لملك مصر العليا والسفلى نب ما عت رع، وريث رع، ابن رع، [لأمنحتب، حاكم طيبة] ... جاءتا لتقولان [للملك المصري]، «إن الساقط من كوش الحقير دبر التمرد في قلبه». قاد [الملك المصري] إلى النصر؛ أتمه في حملته الأولى للنصر. وصل [الملك المصري] إليهم كضربة من جناح صقر.. لم يعرف يخني، المتفاخر في وسط الجيش، الأسد الذي كان أمامه. كان نب ماعت رع هو الأسد ذو العينين الشرسة الذي استولت مخالبه على كوش الحقيرة، الذي داس كل رؤسائهم في وديانهم، مطروحين في دمائهم، واحدًا فوق الآخر | سيدتان |

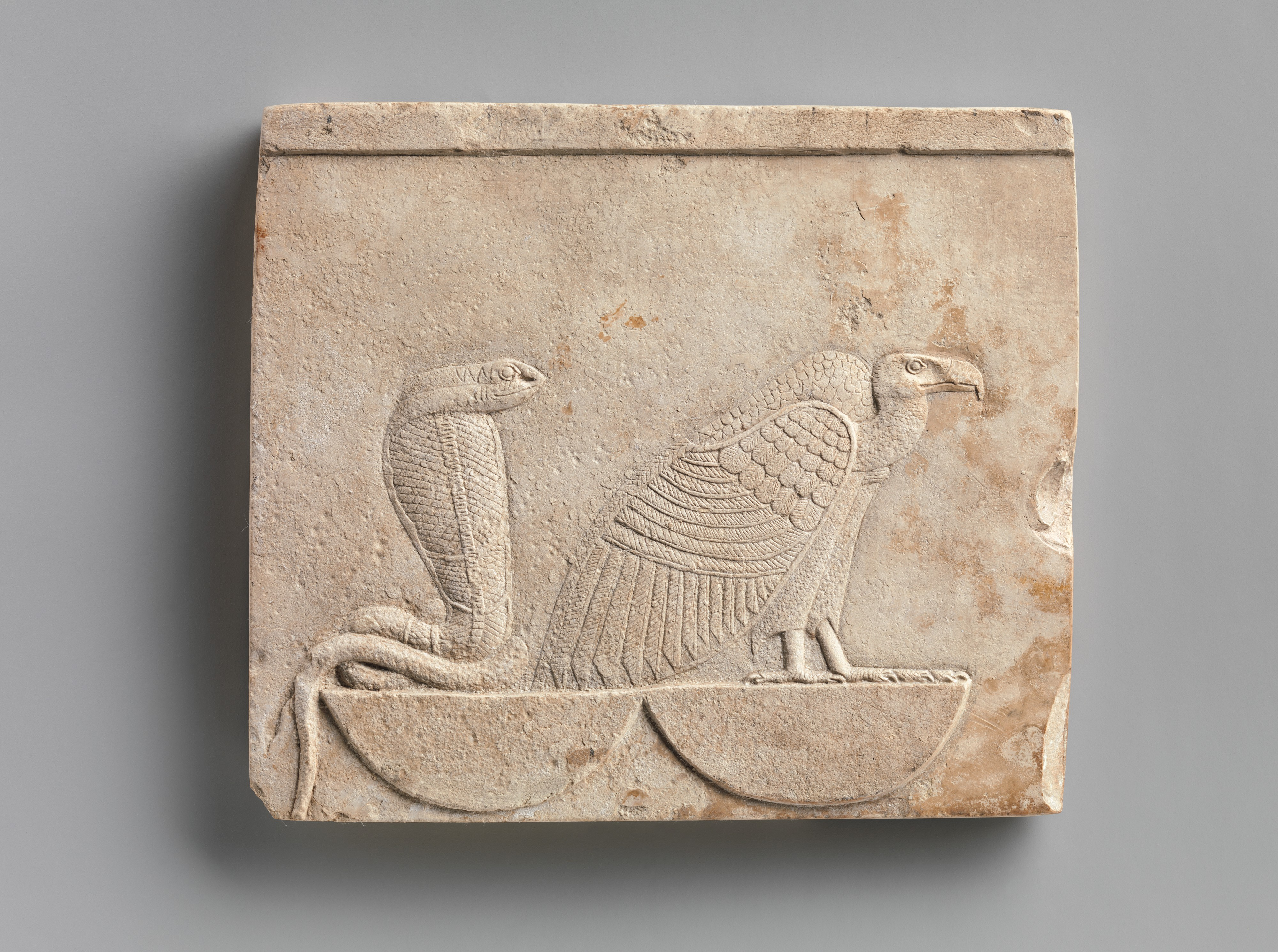
نقش بارز للسيدتان

الإشارة للأسود شرسة العينين هي تعبير ملطف آخر، يتعلق بإلهة الحرب سخمت، معبودة مصر الشرسة المحاربة التي كانت تحمي الملك في المعارك، وقهرت أعداءه، وحققت النصر. تم تصويرها على هيئة الأسد وقيل إن الملك المحارب هو ابنها، وبالتالي يعتبر أسدًا كذلك. باستت كانت نظيرتها في أحد الوجهين، ولكن بعد التوحيد، ظلت سخمت محاربة شرسة وتم تكليف باستت بمهام أخرى في عالم الآلهة المصرية.

كانت هذه الآلهة الثلاثة أقوى حماة مصر القديمة. لم يُنزعن عن مكانتهن أبدًا من قبل الآلهة التي ارتفعت وتراجعت أهميتها عند المصريين عندما اختار الملوك راعيًا شخصيًا خاصًا، أو أصبح معبدًا بإلهه ذا قوة وسطوة، أو تغيرت العواصم. تم الإبقاء على استخدام صورة الآلهة الراعية على الصل حتى أثناء حكم إخناتون، الذي ربما قام بقمع عبادة الآلهة باستثناء إلهه الشخصي المفضل، آتون. اشتق اسمه النبتي بدمج الاسم مع السيدتين أيضًا، كما يظهر في الصورة الهيروغليفية لاسم إخناتون، "ور نسيت إن أخت آتون"، والذي يمكن ترجمته على النحو التالي: "هو بفضل السيدتين، عظيم المُلك في أخت آتون". وبهذه الطريقة لم يختلف أخناتون عن أي ملك آخر واستمرت أهمية هاتين الإلهتين التقليديتين طوال فترة حكمه، وهو الذي حاول كسر سطوة معبد آمون. وبمجرد انتهاء فترة حكمه، تم استعادة التقاليد الدينية القديمة بشكل كامل، وحتى اعتنقها الحكام الأجانب اللاحقون لمصر حتى انهيار الإمبراطورية الرومانية.
على الجزء الأوسط من عقد مينات المعروض أعلاه، توجد ال«سيدتان» على جانبي تمثال لسخمت، التي يقدم لها الملك القرابين في احتفال في معبد. إن وضعهم بجانبها في معبد الإلهة اللبؤة، يوضح السلطة التي كانت مرتبطة بها دائمًا، وارتباطها بالسيدتين.

## اسم نبتي
| G16 |

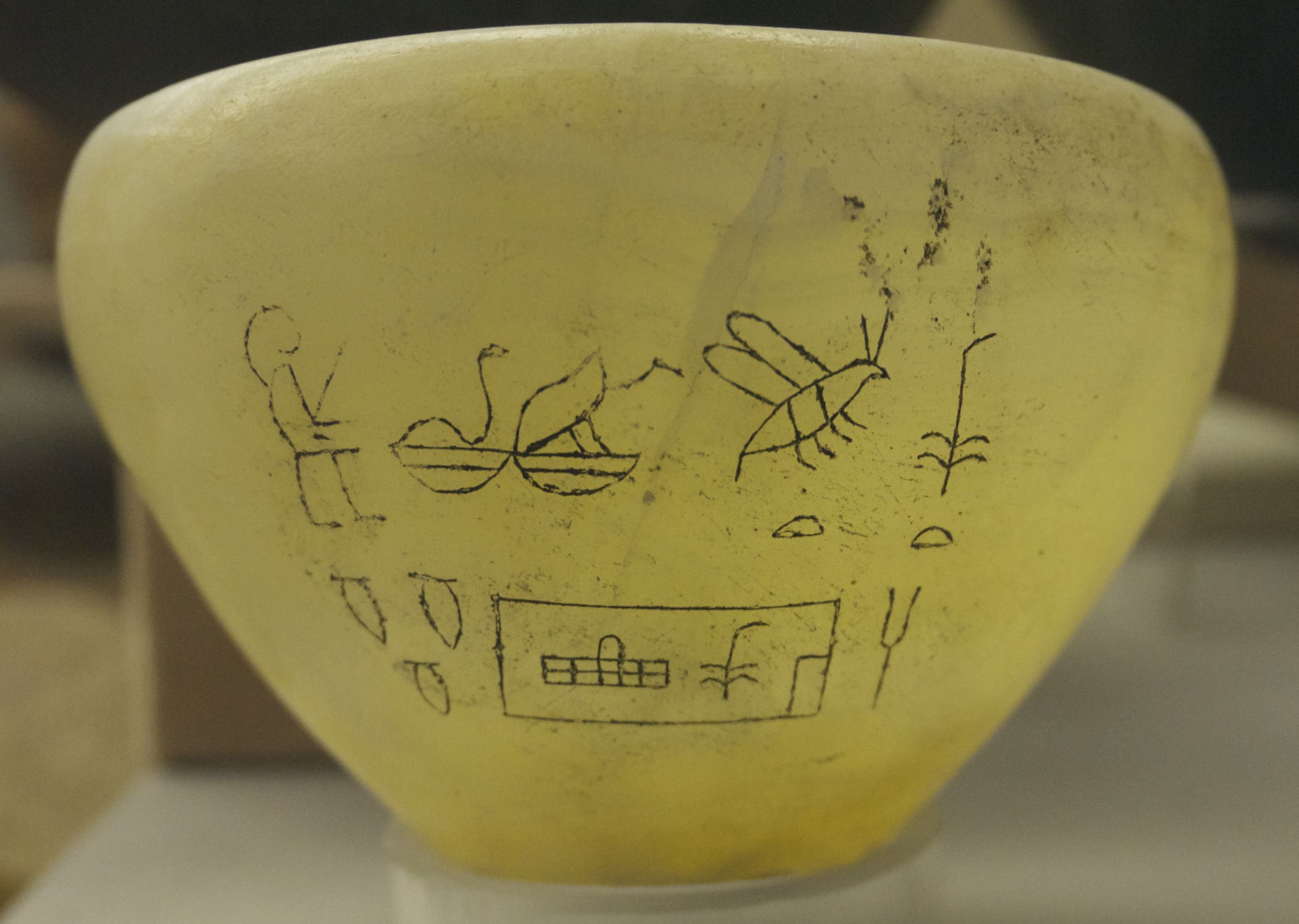
مزهرية من المرمر مكتوب عليها اسم "نبتي" من قبل سمر خت ، أقدم ملك معروف استخدم هذا الاسم

اسم «نبتي»، الذي يعني حرفيًا «سيدتان»، هو أحد الألقاب للملك المصري، وفقًا لطريقة التسمية التقليدية التي استخدمها المصريون القدماء. ارتبط الاسم بآلهة مصر العليا والسفلى:
- تم تمثيل نخبت، حامية مصر العليا، على أنها نسر أذون.
- تم تمثيل وادجيت، حامية مصر السفلى، على أنها كوبرا مصرية.

المرة الأولى التي يتم فيها استخدام اسم نبتي على الإطلاق،  تعود تقريبًا إلى 2920 قبل الميلاد في عهد ملك الأسرة الأولى سمر خت، على الرغم من أن الاسم أصبح لقبًا مستقلاً تمامًا في زمن الأسرة الثانية عشر والتي بدأت في عام 1991 قبل الميلاد.
عادةً لا يتم تأطير هذا الاسم داخل خرطوش أو سيرخ، ولكنه يبدأ دائمًا بـ العلامتين الهيروغليفيتين لنسر وكوبرا، كل منهما يرتكز على سلة، يرمز إلى ثنائي اسم «نبتي». يختلف باقي اللقب باختلاف كل ملك، وكان يمكن قراءته، "" هو / هي من جعلته السيدتين كذا ""،  متبوعًا بمعنى بقية العنوان. غالبًا ما يتم اختصار ترجمة اسم نبتي للملك، مع حذف العبارة أعلاه التي تبدأ كل اسم نبتي، مما يجعل الفهم الكامل للعنوان أمرًا صعبًا.